# 博德坎普 (阿肯色州)
博德坎普（英語：Board Camp）是位於美國阿肯色州波爾克縣的一個非建制地區。該地的面積和人口皆未知。

## 地理
博德坎普的座標為34°32′16″N 94°05′44″W / 34.53778°N 94.09556°W，而該地的平均海拔高度為292米（即958英尺）。